# Lucius Verginius Rufus
Lucius Verginius Rufus est un sénateur romain du Ier siècle, trois fois consul, éponyme en 63 sous Néron, suffect en 69 sous Othon et à nouveau éponyme aux côtés de l'empereur Nerva en 97, année de sa mort.
Il est légat du district militaire de Germanie supérieure et marche contre les Gaulois ayant à leur tête l'usurpateur Vindex, qui se sont révoltés contre Néron : il les bat à la bataille de Vesontio en l'an 68. Il refuse par deux fois la pourpre impériale que lui offrent ses soldats, après la mort de Néron en 68 et celle d'Othon en 69.

## Biographie
Il est né en Cisalpine vers l’an 14, dans une famille équestre, d'un père inconnu, probablement à Mediolanum près de Côme, patrie des Plinii, Pline l'Ancien et Pline le Jeune,,.
|                                         |  |  |
| Portraits des empereurs Néron et Galba. |  |  |

Il est une première fois consul éponyme en l'an 63 sous l'empereur Néron,.
Il est plus tard légat du district militaire de Germanie supérieure vers 67, et a sous sa direction les légions IV Macedonica, XXII Primigenia, cantonnées à Mogontiacum, et XXI Rapax, cantonnée à Vindonissa. Au début de l'année 68, Caius Iulius Vindex est gouverneur de Gaule lyonnaise et se rebelle contre l'empereur. Le rôle de Verginius n'est pas clair au début, mais il mène une armée contre l'usurpateur, et le bat à la bataille de Vesontio en juin 68. Cependant, même si cette rébellion n'est soutenue par aucun autre gouverneur, elle marque le début de la guerre civile de 68-69. Galba se proclame empereur, Néron se suicide, les légions de Germanie offrent la pourpre impériale à leur commandant, Verginius, qui refuse et se rallie finalement à Galba,,,,. Tacite rapporte ces faits en ces termes : « Verginius ne s’est pas aussitôt déclaré pour Galba : on doute s’il n’a pas voulu l’Empire ; on est sûr que les soldats le lui ont offert [...] Un chef manque toutefois : Verginius, appelé à la cour sous un faux-semblant d’amitié, est retenu, accusé même, et l’armée voit dans ce traitement sa propre accusation. » Bien que n'étant pas mis en cause officiellement par Galba, Verginius Rufus est remplacé par Hordeonius Flaccus à la tête du district militaire de Germanie supérieure.
|                                             |  |  |
| Portraits des empereurs Othon et Vitellius. |  |  |

À Galba succède Othon, et Verginius est consul suffect sous ce nouvel empereur. Mais lui-même doit faire face à un usurpateur, Aulus Vitellius, et pour la deuxième fois, la pourpre est proposée à Verginius, qui décline à nouveau,,. Tacite rapporte cette histoire : « Un esclave de Verginius vient à passer : on en fait un assassin aposté contre l’empereur ; et déjà les soldats courent à la salle du festin, demandant la mort de Verginius. Vitellius, qui tremble pourtant au moindre soupçon, ne doute pas lui-même de son innocence : toutefois il a peine à contenir cet acharnement d’une armée contre la vie d’un consulaire, son ancien capitaine ; et en général personne n'est plus souvent que Verginius en butte à la rage des séditions : l’admiration et l’estime subsistent tout entières ; mais le soldat haïssait l’homme dont il s’est cru dédaigné. »
Verginius se retire sous la dynastie flavienne dans un domaine à Alsium, au nord-ouest de Rome, où il étudie et compose des poèmes, et tient un salon littéraire; il vit ainsi tranquillement pendant trente ans, principalement dans sa villa de Alsium, sur la côte de l'Étrurie,. Il soutient la carrière de Pline le Jeune à ses débuts (vers 80) et jusqu'à sa propre mort,,.

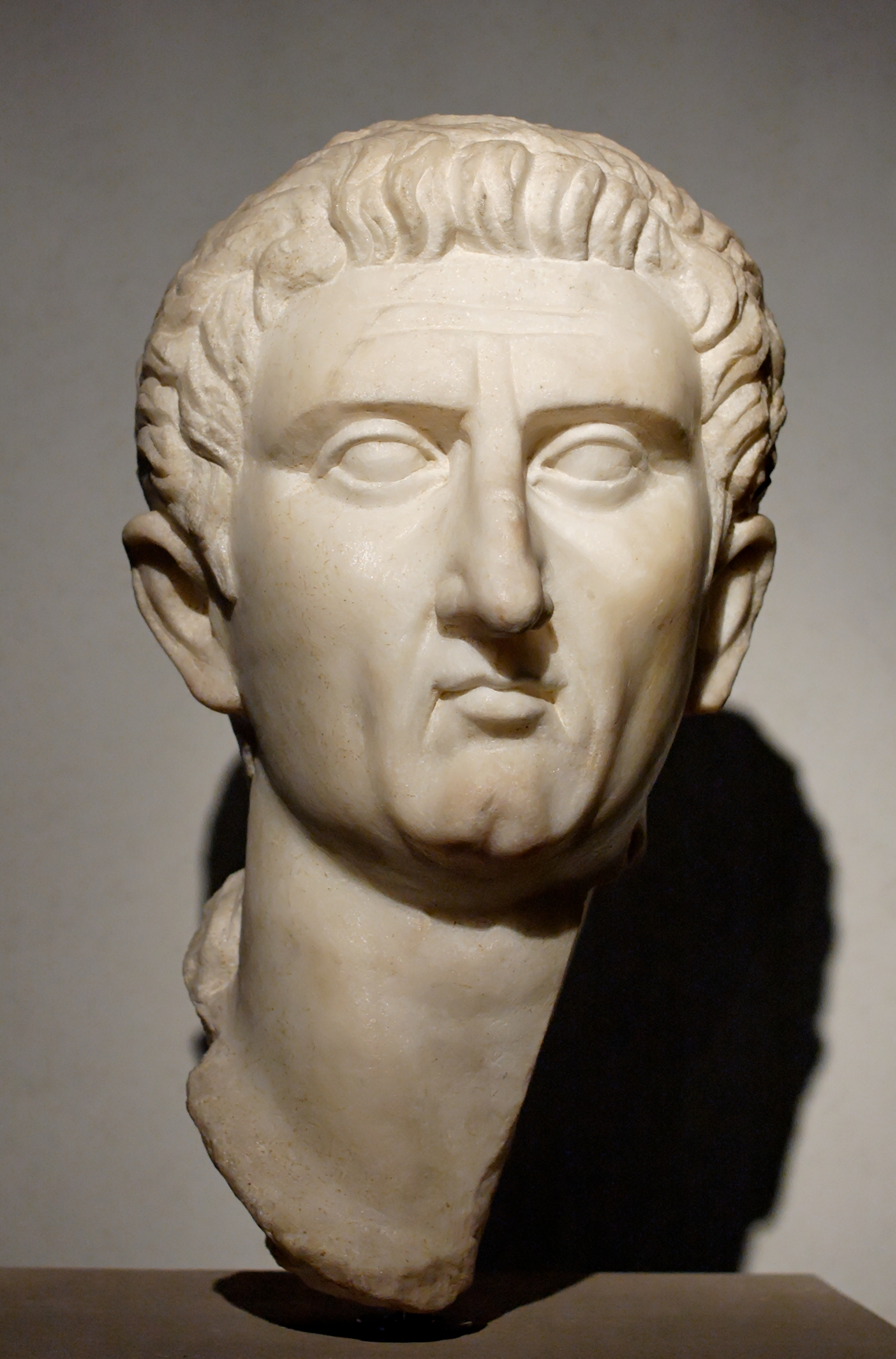
Buste de l'empereur Nerva.

Après l'assassinat de l'empereur Domitien en septembre 96, Marcus Cocceius Nerva est élu empereur par le Sénat. Choisi comme collègue au consulat éponyme pour l'année 97,, il fait alors partie du cercle du nouvel empereur Nerva.
Il décède entre septembre et octobre de cette année-là. Pline le Jeune nous rapporte qu'il s'entraîne en vue d'un discours « mais le livre qu'il a pris au hasard est trop lourd pour un vieillard qui reste debout et lui échappe. En essayant de le rattraper et de le ramasser, il tombe sur le sol, uni et glissant, et se casse la cuisse : c'est une mauvaise fracture et l'âge est une gêne pour la remise en place de l'articulation, ». Gerardo Casanova conteste le récit de Pline en évaluant le poids du volume à 300g (500g au maximum) : ce n'est donc pas en raison du poids du volume mais du tremblement de ses mains que le volume lui échappa. Tacite, alors consul suffect, prononce son éloge,,. Il reçoit par ailleurs des funérailles nationales,, honneur exceptionnel accordé aussi à Titus Vestricius Spurinna et à Frontin.
Pline le Jeune et Dion Cassius rapportent son inscription funéraire : « Ci-gît Rufus, qui, après avoir battu Vindex, ne veut du pouvoir, mais le rend à sa patrie,, ».